# Dolicholobium minutilobum
Dolicholobium minutilobum är en måreväxtart som beskrevs av M.E. Jansen. Dolicholobium minutilobum ingår i släktet Dolicholobium och familjen måreväxter. Inga underarter finns listade i Catalogue of Life.